# CDC16
CDC16‏ (Cell division cycle 16) هوَ بروتين يُشَفر بواسطة جين CDC16 في الإنسان.